# Луцик Юлія Олександрівна
Юлія Олександрівна Луцик (* 10 березня 1990, м. Нововолинськ, Волинська обл.) — українська ко-пілотка ралі.
Народилася в Нововолинську в 1990 році і переїхала зі своєю родиною в Сансеполькро (Тоскана, Італія) в 2003 році.

## Спортивна кар'єра
Завжди захоплена автомобілізмом, в 2011 році взяла участь у деяких гонках з Чемпіонату Світу ФІА для автомобілів з Альтернативною Енергією в компанії Албанської пілоткі Десара Мурічі. 16 жовтня, отримавши шосте місце на Екоралі Сан-Марино — Ватикан, в останній гонці Чемпіонату, Луцик стала першою Українською ко-пілоткою, якій вдалося отримати десять очок у світовому рейтингу ФІА. Важливий результат був отриманий на борту китайського pick-up Gonow GA 200 і найкращий фініш жіночого екіпажу в історії ФІА Альтернативних Енергій.